# Sở Tiêu Ngao
Sở Tiêu Ngao (chữ Hán: 霄敖,810 TCN-758 TCN), tên thật là Hùng Khảm (熊坎) hay Mị Khảm (羋坎),còn được gọi là Sở Tiêu vương hoặc  Sở vương Khảm là vị vua thứ 18 của nước Sở - chư hầu nhà Chu trong lịch sử Trung Quốc.
Ông là con trai của Sở Nhược Ngao, vua thứ 17 của nước Sở. Năm 763 TCN, Nhược Ngao chết, ông lên nối ngôi.
Sử sách không ghi chép sự kiện xảy ra liên quan tới nước Sở trong thời gian ông làm vua.
Năm 758 TCN, Tiêu Ngao mất. Ông làm vua được 6 năm.Hậu thế táng ông tại đất Tiêu,cho nên xưng Tiêu Ngao.Con ông là Hùng Thuận nối ngôi, tức là Sở Lệ vương.

## Gia quyến
- Phụ thân: Sở Nhược Ngao Hùng Nghi[3].
- Con trai:

1. Sở Lệ vương Hùng Thuận (?-741 TCN)[3]
2. Sở Vũ vương Hùng Thông (?-690 TCN[3]